# Copa Ídolos del Ecuador
La Copa Pilsener Ídolos del Ecuador 2011 fueron dos partidos amistosos disputados entre el Barcelona Sporting Club y el Club Sport Emelec.
Los amistosos se desarrollaron durante el receso del campeonato nacional por la Copa América 2011. El primer amistoso se disputó el 10 de julio en Portoviejo, y el segundo el 17 de julio en Machala.

## Equipos participantes
|  | Barcelona Sporting Club |
|  | Club Sport Emelec       |

## Los partidos
| 10 de julio de 2011, 16:00 | Emelec | 0:1 (0:0) | Barcelona  | Est. Reales Tamarindos, Portoviejo |                         |
|                            |        |           | Angulo 52' | Árbitro(s): Sandro Vera            | Árbitro(s): Sandro Vera |

| 17 de julio de 2011, 12:00 | Barcelona               | 2:0 (1:0) | Emelec | Est. Nueve de Mayo, Machala |  |
|                            | Palacios 40' · Wila 56' |           |        |                             |  |